# 6'''-Hidroksineomicin C oksidaza
6<nowiki>'”-hidroksineomicin C oksidaza (EC 1.1.3.44, neoG (gen)) je enzim sa sistematskim imenom 6<nowiki>'”-deamino-6<nowiki>'”-hidroksineomicin C:kiseonik 6<nowiki>'”-oksidoreduktaza. Ovaj enzim katalizuje sledeću hemijsku reakciju
6<nowiki>'”-deamino-6<nowiki>'”-hidroksineomicin C + O2 {\displaystyle \rightleftharpoons } 6<nowiki>'”-deamino-6<nowiki>'”-oksoneomicin C +2O2
Ovaj enzim sadrži FAD. On učestvuje u biosintetičkom putu aminoglikozidnih antibiotica iz neomicinske familije.

## Literatura
- Nicholas C. Price; Lewis Stevens (1999). Fundamentals of Enzymology: The Cell and Molecular Biology of Catalytic Proteins (Third изд.). USA: Oxford University Press. ISBN 019850229X.
- Eric J. Toone (2006). Advances in Enzymology and Related Areas of Molecular Biology, Protein Evolution (Volume 75 изд.). Wiley-Interscience. ISBN 0471205036.
- Branden C; Tooze J. Introduction to Protein Structure. New York, NY: Garland Publishing. ISBN 0-8153-2305-0.
- Irwin H. Segel. Enzyme Kinetics: Behavior and Analysis of Rapid Equilibrium and Steady-State Enzyme Systems (Book 44 изд.). Wiley Classics Library. ISBN 0471303097.

## Spoljašnje veze
- -hydroxyneomycin%20C%20oxidase 6-hydroxyneomycin+C+oxidase на 